# Partenariat économique régional global
Le Partenariat économique régional global, ou en anglais : Regional Comprehensive Economic Partnership (RCEP), est un accord de libre-échange entre quinze pays autour de l'océan Pacifique. C'est l'accord commercial le plus important du monde pour la population et le PIB couverts.
Les quinze nations de l'Asie-Pacifique membres de l'accord sont les dix pays membres de l'ASEAN, à savoir : la Birmanie, Brunei, le Cambodge, l'Indonésie, le Laos, la Malaisie, les Philippines, Singapour, la Thaïlande et le Viêt Nam, ainsi que cinq autres pays qui possèdent déjà un accord de libre-échange bilatéral avec l'ASEAN, à savoir : l'Australie, la Chine, le Japon, la Corée du Sud et la Nouvelle-Zélande.

## Histoire

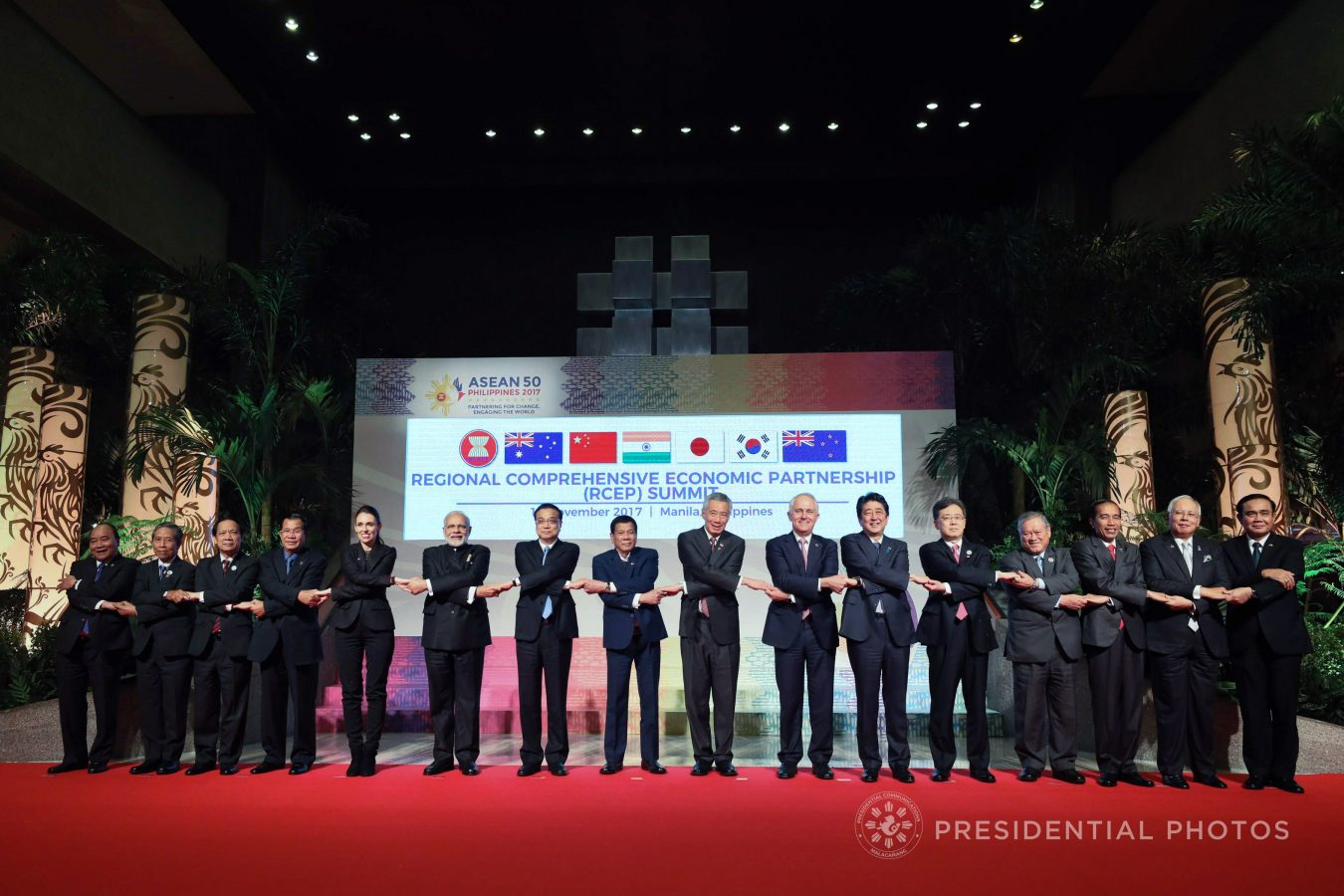
Sommet de préparation du RCEP en 2017.

Les négociations de cet accord ont démarré en novembre 2012. Beaucoup d'observateurs le voient comme un accord alternatif à l'accord de partenariat transpacifique (PTP, ou TPP en anglais), notamment à la suite de l'annonce de l'abandon de ce dernier après l'élection de Donald Trump comme président des États-Unis en 2016. Le projet viserait principalement à une réduction des droits de douane, avec pas ou peu d'ouverture des marchés publics, d'harmonisation des normes ou encore de conventions sur le droit du travail ou de l'environnement.
L’Inde avait prévu d’intégrer ce projet, avant de changer d’avis en quittant les négociations en 2019,. Le retrait de l'Inde, lié notamment à sa rivalité avec la Chine et à sa crainte de subir des importations venant de cette dernière, induit une influence supplémentaire de la Chine dans l'accord, alors que celui-ci est mené par les pays de l'Asean.
Il est signé le 15 novembre 2020 lors d'un sommet virtuel de l'ASEAN. L'unification des règles d'origine semble être un des points les plus importants de l'accord,. De plus, l'accord constitue également le premier accord de libre-échange entre la Chine, la Corée du Sud et le Japon. Cependant, s'il concerne un tiers de la population et près de 30 % du commerce mondial, cet accord laisse encore de côté une bonne partie des produits agricoles et des services, et ne prévoit pas d'unification des normes.
La ratification de six États de l'ASEAN et de trois autres États est nécessaire pour que l'accord entre en vigueur. En février 2021, le parlement thaïlandais ratifie l'accord, suivi en mars 2021 par la Chine, puis par Singapour en avril 2021, le Japon en juin 2021 et le Cambodge en septembre 2021. En novembre 2021, l'Australie et la Nouvelle-Zélande ratifient l'accord à leur tour.
Il entre en vigueur le 1er janvier 2022.

## Contenu

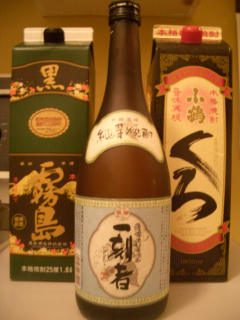
Une bouteille et deux briques de shōchū.

L'accord vise à réduire les droits de douane et les formalités administratives. L'accord permet d’éliminer les barrières sur 91 % des biens, comparé à 99,9 % pour l'Accord de partenariat transpacifique.
Les réductions de droits de douane sur les biens agricoles sont de 61 % pour le Japon, 56 % pour la Chine, 49 % pour la Corée du Sud. Les droits de douane sont maintenus sur le riz, le blé, les produits laitiers, le sucre et le bœuf et le porc pour protéger les fermiers locaux.
Les autres pays réduisent leurs droits de douane de 91,5 % sur les exportations industrielles japonaises.
Pour les exportations japonaises, la Chine et la Corée du Sud vont progressivement éliminer les frais de douane sur le saké et le shōchū. Dans le cas de la Chine, le taux de taxe douanier passera de 40 % à zéro après vingt-et-une années. En Corée du Sud, le taux de 15 % sera éliminé après quinze années. Les droits de douane chinois de 10 % sur les coquilles Saint-Jacques et pétoncles japonais seront également supprimés.
Il comprend des règles d'origine unifiées dans tout le bloc, ce qui peut faciliter les chaînes d'approvisionnement internationales et le commerce au sein de la région.
Le RCEP n'est pas aussi complet que le partenariat transpacifique global et progressiste, un autre accord de libre-échange dans la région qui inclut certains des mêmes pays : par exemple il ne porte pas d'effort particulier sur les syndicats, la protection de l'environnement ou les subventions gouvernementales. Toutefois, le RCEP se concentre plus sur la diminution des droits de douane tout en nécessitant moins de concessions politiques.
Au niveau de la taille le RCEP a cinq fois plus de population que l'alliance transpacifique, ainsi qu'un PIB global deux fois plus élevé.

## Valeur
Avec l'Inde incluse, le RCEP aurait compté potentiellement plus de trois milliards de personnes, soit 45 % de la population mondiale, et un PIB combiné d'environ 21,3 billions de dollars américains — c'est-à-dire 21 mille milliards — représentant environ 40 % du commerce mondial. La décision de l'Inde de ne pas adhérer au RCEP a considérablement réduit la taille potentielle du RCEP. Le PIB combiné des membres potentiels du RCEP a dépassé le PIB combiné des membres de l'Accord de partenariat transpacifique en 2007. Il a été suggéré que la croissance économique continue, en particulier en Chine, en Inde et en Indonésie, pourrait faire croître le PIB total des membres d'origine du RCEP plus de 1 000 milliards de dollars d'ici 2050, soit environ le double de la taille des projets des économies de l'Accord de partenariat transpacifique. Le 23 janvier 2017, le président Donald Trump a signé un mémorandum retirant les États-Unis de l'Accord de partenariat transpacifique, une initiative qui a été considérée comme améliorant les chances de succès du RCEP, avant sa réussite en novembre 2020.
Selon une projection pour 2020, l'accord devrait accroître les échanges économiques mondiaux de 164 milliards de dollars américains.
À travers ce pacte, la Chine consolide ses ambitions géopolitiques régionales autour des « nouvelles routes de la soie » selon une analyse d'Alexander Capri, professeur à la Business School de l'université nationale de Singapour.